# نوفا روساس
نوفا روساس (بالبرتغالية: Nova Russas‏)؛ بلدية في ولاية سيارا في المنطقة الشمالية الشرقية من البرازيل.